# Макдональд, Дональд (лорд Островов)
Дональд Макдональд (? — 1423) — 2-й лорд Островов (1386—1423), правитель Морвена, Кинтайра, Лохабера, Гарморана и Напдейла. Полунезависимый правитель горных регионов Западной Шотландии и Гебридских островов.

## Биография
Старший сын Джона I Макдональда (ум. 1386), 1-го лорда Островов, от второго брака с Маргарет Стюарт, дочерью короля Шотландии Роберта II Стюарта.
По решению отца Дональд (внук короля Роберта II по матери) наследовал лордство Островов в обход своих старших сводных братьев (детей Эми Макруари).
В 1386 году после смерти своего отца Дональд Макдональд стал вторым лордом Островов и главой клана Макдональд. После вступления на отцовский трон Дональд столкнулся с восстанием своего младшего брата Джона Мора Танистера, который был недоволен небольшим владением, полученным в наследство от отца. В 1387 году Джон Мор Танистер поднял мятеж, а в 1390 году получил поддержку от клана Маклейн. Тем не менее, Джон Мор и клан Маклейн вынуждены были подчиниться власти лорда Дональда. В 1395 году Джон Мор бежал в Ирландию, где поступил на службу к английскому королю Ричарду Плантегенету и женился на Маргарет Биссет, наследнице лордов Биссет из Гленса. Позднее Джон примирился со старшим братом и стал родоначальником клана Макдональд из Даннивега и Гленса.
После подавления восстания брата лорд Дональд Макдональд обратил своё внимание на север и восток. Большая часть территории на севере и востоке от владений Макдональдов находились под контролем Александра Стюарта, графа Бьюкена (Скай, Росс, Баденох и Аркарт). В 1372 году Александр Стюарт получил от своего отца, короля Роберта Стюарта, графства Баденох, Бьюкен и должность юстициария Шотландии. Также он носил титул «лейтенанта севера», контролируя большую часть Шотландии к северу от залива Морей. Александр Стюарт был де-факто правителем Северной Шотландии.
Александр Стюарт, получивший прозвище «Баденохский волк», стремился увеличить свои и без того большие земельные владения. Действия Александра Стюарта стали угрожать не только короне, но и местным феодалам, Ефимии, графине Росса, её сыну Александру и титулярном графу Морея Джону Данбару. В конце 1388 года регентом королевства стал Роберт Стюарт, граф Файф, получивший титул герцога Олбани в 1398 году. Он отстранил Бьюкена от должности юстициария, а также поста лейтенанта и шерифа Инвернесса, назначив позднее своего сына Мердока юстициарием страны к северу от Форта.
В 1394—1395 годах после смерти Александра Стюарта, графа Бьюкена, лорд Островов Дональд Макдональд присоединил к своим владениям замки Аркарт и Дуарт.
В 1402 году после смерти своего шурина Александра Лесли, графа Росса, Дональд Макдональд, женатый на Марии Лесли, стал претендовать на графство Росс как наследство своей жены. Между 1405 и 1411 годами Дональд Макдональд получил контроль над Дингуоллом, столицей графства. Через год после смерти номинального короля Роберта III Стюарта Дональд Макдональд встречался с эмиссарами Англии, чтобы через них отправить послание принцу Якову Стюарту, находившемуся в английском плену. Король Англии Генрих IV Ланкастер отправил своих послов к Дональду Макдональду для заключения альянса против герцога Олбани.
С контролем над столицей графства Росс и поддержкой пленного наследника шотландского престола в 1411 году Дональд Макдональд почувствовал себя достаточно сильным, чтобы выступить против Александра Стюарта, графа Мара, главного союзника регента герцога Олбани. В июле 1411 года в битве при Харлоу лорд Островов Дональд Макдональд не смог одержать победу над своим противником и отступил в западное высокогорье. Впоследствии герцог Олбани вернул контроль над частью графства Росс. Дональд Макдональд готовился к продолжению борьбы и провозгласил себя лордом Росса. В 1415 году герцог Олбани, передал во владение своему сыну, графу Бьюкена Джону Стюарту графство Росс. Номинальная графиня Росса Ефимия, дочь и наследница Александра Лесли, графа Росса, отказалась от своих прав на графство в пользу Джона Стюарта.
В 1423 году Дональд Макдональд скончался на островах, ему наследовал старший сын Александр Макдональд.

## Семья и дети
Жена — Мария (Мариотта) Лесли (ум. 1429/1440), дочь сэра Уолтера Лесли и Эфимии, графини Росса (ок. 1342—1394).
Дети:
- Александр Макдональд (? — 1449), 3-й лорд Островов (1423—1449) и граф Росс (1437—1449)
- Ангус Макдональд (? — 1480), епископ Островов
- сын (имя неизвестно), постригся в монахи
- Анна Макдональд, жена с 1397 года Роберта, главы клана Ламонт